# 137-й парашутно-десантний полк (РФ)
137-й гвардійський парашутно-десантний Кубанський козачий ордена Червоної Зірки полк (137 ПДП, в/ч 41450) — формування повітряно-десантних військ Збройних сил Російської Федерації. Входить до складу 106-ї повітряно-десантної дивізії.

## Історія

### Війна на сході України
Відкриті джерела надають інформацію про участь окремих військовослужбовців в бойових діях на Донбасі.
Підрозділи 137 ПДП брали участь у боях під Іловайськом, де військовослужбовець полку був зафіксований на трофейному позашляховику батальйону «Донбас».
Військовослужбовці полку були зафіксовані в районі селища Розсипне Донецької області поряд із згорілим мостоукладачем МТУ-55 Збройних сил України. Неподалік Розсипного восени 2014 року був зафіксований військовослужбовець полку Рустам Тукумбетов (рос. Тукумбетов Рустам Римович).
У вересні 2014 року військовослужбовці полку були поряд з селом Зрубне Шахтарського району на Донеччині.
Восени 2014 року військовослужбовець полку був знятий в селі Дмитрівка Шахтарського району.
У листопаді 2014 року військовослужбовець полку Василь Бутенко (рос. Василий Бутенко) разом з групою військових був зафіксований у окупованому проросійськими формуваннями Донецьку. У грудні 2014 року батальйонно-тактична група 106-ї дивізії прибула на кордон з Україною, до Некліновського району Ростовської області РФ. Згодом один з військовослужбовців полку озвучив співчуття загиблим.
Штаб АТО на брифінгу 11 березня 2015 р. заявив що частини 137 ПДП або 51-го повітряно-десантного полку (Тула) з 106-ї повітряно-десантної дивізії діють в районі смт. Тельманове.

### Російське вторгнення в Україну (з 2022)
В 2022 році полк бере участь у повномасштабному вторгненні в Україну на Київському напрямку. Одним із загиблих був лейтенант полку Георгій Дудоров, який отримав смертельне поранення 6 березня, коли його підрозділ потрапив під артилерійський вогонь ЗСУ.

## Командування
Начальник штабу:
- (1989—1990) Олександр Лєнцов

## Втрати
З відкритих джерел та публікацій журналістів відомо про деякі втрати 137 ПДП під час російсько-української війни:

## Матеріали
- 137 ГВ ПДП, РЯЗАНЬ, ЗВО // warfare.be
- 137 ГВ ПДП, РЯЗАНЬ, ЗВО // archive.is